# 리키 베런스
리처드 "리키" 베런스(영어: Richard "Ricky" Berens, 1988년 4월 21일 ~ )는 미국의 수영 선수이다. 2008년 베이징 올림픽, 2012년 런던 올림픽의 4X200m 자유형 종목에서 각각 금메달을 땄다.

## 같이 보기
- 올림픽 수영 남자 메달리스트 목록
- 수영 세계 기록 목록
- 수영 계영 800m 세계 기록 추이